# René Frühauf
René Frühauf (březen 1921 Bzí – 2. listopadu 2012 Praha[zdroj⁠?!]) je český redaktor, publicista, spisovatel a překladatel, především z polštiny. Byl celkem třikrát ženatý, z prvního manželství syn Jiří a dcera Jana, dále pak vychovával nevlastní dceru Renée. Z druhého manželství dcera Eva.

## Život
Narodil se ve vesnici Bzí (dnes součást města Železný Brod) v rodině zedníka. Roku 1939 se rodina přestěhovala do Řeporyj a pak do Prahy. Za druhé světové války byl totálně nasazen v Německu. Po válce se stal redaktorem a pracoval v různých redakcích, například v týdeníku Kulturní politika, v novinách Rudé právo a Práce a v časopisech Svět práce a Odborář. Rovněž hodně cestoval (Sovětský svaz, Polsko, Bulharsko, NDR, Maďarsko, Mongolsko). Napsal mnoho politicky angažovaných článků, fejetonů a reportáží v duchu ideologie tehdejšího komunistického režimu, ve kterých zachycoval budovatelské úsilí lidu u nás i v dalších tzv. socialistických zemích pod vedením komunistické strany a za pomoci Sovětského svazu. Je také autorem jednoho románu pro děti a mládež Tisíc kilometrů v sedle (1989). Překládal především z polštiny, ale také z ruštiny, němčiny a francouzštiny.

## Dílo

### Knihy
- Lidová republika Bulharská, náš velký přítel a pevný spojenec (1951), knižní vydání přednášky o Bulharské lidové republice.
- Ze zkušeností brigád socialistické práce (1960), brožura obsahující poznatky o životě sovětských brigád komunistické práce, vylíčení vzniku a vývoje brigád socialistické práce u nás i dosavadní zkušenosti z jejich činnosti.
- Sovětské metody rozvoje iniciativy (1977),seznámení s hlavními sovětskými metodami rozvoje iniciativy pracujících a s jejich rozšířením u nás.
- Tisíc kilometrů v sedle (1989), román pro děti a mládež odehrávající se v roce 1921, kdy bylo za pomoci sovětské Rudé armády vytvořeno nezávislé Mongolsko.

### Překlady
- Jerzy Edigey: Alžběta se nevrací (1970).
- Jerzy Edigey: Případ žluté obálky (1971).
- Jerzy Edigey: Případ žárlivého muže (1973).
- Jerzy Edigey: Penzión na pobřeží (1974)
- Jerzy Edigey: Střela z Elamu (1975).
- Jerzy Edigey: Smrt čeká před oknem (1977).
- Jerzy Edigey: Strážce pyramidy (1984).